# لجنة الانتخابات المركزية (قرغيزستان)
لجنة الانتخابات المركزية رسميًا اللجنة المركزية للانتخابات والاستفتاءات في جمهورية قيرغيزستان هي الهيئة المسؤولة في قيرغيزستان عن إدارة الانتخابات. في الفترة التي سبقت الانتخابات البرلمانية في قرغيزستان 2007، اتُهمت المفوضية بقمع المعارضين السياسيين للرئيس قرمان بيك باقايف.